# ヤンキーフォー
ヤンキーフォーは、トミーズアーティストカンパニーに所属しているお笑いユニット。もともとは劇団前墳バックドロップス所属団員によるユニットであり、企画ユニット・ジュングランプリを通じて生まれたグループである。

## メンバー
- 佐倉亜実（さくら あみ、1983年11月16日 - ）
  - 神奈川県出身
  - 血液型：AB型
  - 特技：ドラム、イラスト
  - 身長：164cm
  - スリーサイズ：B81、W60、H87、S24
  - 白い特攻服を着ている。自称、特攻隊長。

- 佐々木直美（ささき なおみ、生年非公開3月7日 - ）
  - 東京都出身
  - 血液型：O型
  - 特技：色気
  - 身長：160cm
  - スリーサイズ：B85、W58、H87、S23
  - 黒の特攻服を着ている。自称、東京総本部総長。

- 堀川果奈（ほりかわ はてな、1980年11月17日 - ）
  - 大分県出身
  - 血液型：B型
  - 特技：ダンス
  - 身長：160cm
  - スリーサイズ：B83、W60、H86、S24
  - ツッコミ（2009年11月に加入）
  - 自称、親衛隊長。

### 元メンバー
- 中井みちえ （愛称：みっちぇ。卒業という名目で2009年夏に脱退。）
- 坂崎愛（愛称：あいぼん。卒業という名目で2011年1月に脱退。）

## 来歴
- 2008年6月1日の初台Doorsインプレッションライブにて、お笑いデビューを果たす。
- 2009年夏に、中井みちえが脱退。
- 2009年9月10日に行われた、お笑いライブ（スマイルスパークバトル）では、メンバー3人に加えツッコミの加藤武士が助っ人として参加した。
- 2009年11月20日の所属事務所ライブで、堀川果奈が新メンバーとして加わりネタを披露した。
- 2011年1月15日に、坂崎愛が脱退。

## ネタ
- 集会ネタ

最初に氣志團のOne Night Carnivalのイントロ部分を流し「ヤンキーフォー」と言ってネタを始める。自己紹介は、佐倉→中井→坂崎→佐々木の順で行う。必ず「こう見えて…」という紹介を入れる。その後他のメンバーが「どう見えてんだよ!」とつっこむ。各紹介が終わって次の紹介に移る間に全員で「夜ー露死苦ねー」というフレーズを言う。そしてMISIAの歌「キスして抱きしめて」を歌う事もある。その時は佐々木が本当の歌詞と違う歌詞を歌って他のメンバーにつっこまれる。
- 回転式ネタ

テレビ東京のネタ見せ番組「イツザイ」で、回転式ボケつっこみ（別名：我が家式）を披露している。
- ヤキネタ

初台THE DOORSでのイベントで、ヤンキー特有のヤキを題材にしたネタを披露している。
- 応援団ネタ

総長の佐々木が、オンチな掛け声を発して、メンバーの手拍子もまったく合わないというネタ。ラゾーナ川崎でのイベント、神宮外苑花火大会の軟式野球場特設ステージ、赤坂サカスなどで披露。
- 元ヤンキーネタ

佐々木、坂崎、佐倉が演じる元ヤンキーがバイトの面接に行き、トラブルを起こすネタ。ツッコミは堀川が担当。

## 出演
- エンタの天使 第5回（2008年7月27日、日本テレビ）キャッチコピーは「華のレディース魂☆」
- イツザイ - DHCイメージガールオーディション（テレビ東京系）坂崎のみ
- イツザイ -インディーズ芸人オーディション -（2009年3月28日、テレビ東京系）キャッチコピーは「夜露死苦」[2]
- Goroプレゼンツ マイ・フェア・レディ（2009年7月29日、TBS）
- エンタの神様（2010年1月30日初出演、日本テレビ）キャッチコピーは「華のレディース街道」

## イベント
- サンアルピナ鹿島槍スキー場 「GYPSY SPIRIT summer rock FES」（2008年）
- ラゾーナ川崎（2009年）
- 石丸電気ソフト本店（2009年）
- 赤坂サカス 「夏 Sacas'09 SacasWaterPark」（2009年）
- 神宮外苑花火大会2009 軟式野球場 （2009年）
- 東京ドームシティ ラクーア （2009年）
- ROCK ON FRIDAY NIGHT（2009年11月、初台THE DOORS）